# Károly Huszár
Károly Huszár de Sárvár (rodným jménem Károly Schorn; 10. září 1882 Nussdorf – 29. října 1941 Budapešť) byl maďarský politik. Od listopadu 1919 do března 1920 byl předsedou maďarské vlády a úřadující hlavou státu.

## Život
Narodil se v Nussdorfu, jež je dnes předměstím Vídně. Vyučil se učitelem. V letech 1910 až 1918 byl poslancem Křesťanské národní strany v maďarském parlamentu a šéfredaktorem jejích novin Néppart. Během první světové války bojoval jako dobrovolník na froně. V kabinetu Jánose Hadika, posledního premiéra Uherského království, se na krátký čas ujal postu ministra školství a náboženství. Po vzniku komunistické Maďarské republiky rad v březnu 1919 byl zatčen. Později byl propuštěn a odešel do exilu ve Vídni. Po zániku komunistické republiky se mezi srpnem a listopadem 1919 znovu ujal postu ministra školství a náboženství ve vládě Istvána Friedricha. Poté se stal jedním z vůdců Křesťanské národní unie (Keresztény Nemzeti Egyesülés Pártja), vládnoucí strany po většinu 20. let 20. století.
V chaosu po pádu republiky rad se dostal brzy do premiérského křesla, do značné míry na přímluvu vyslance Dohody George Russela Clarka. Moci se ujal 23. listopadu 1919. Nová vláda zahrnovala Stranu malorolníků, Národní demokraty (liberály) a sociální demokraty. Měla být přechodným kabinetem vládnoucím do voleb. Vláda měla jen malou autoritu proto, že kontrolu nad armádou držel Miklós Horthy a odmítal ji předat vládě. Jeho národní armáda prováděla po celé zemi násilné akce a lynče (bílý teror), jejichž oběťmi byli často Židé. V prosinci Huszár vydal dekret umožňující zatčení jakékoli osoby představující „nebezpečí pro veřejný pořádek“, což vedlo k zatčení tisíců lidí bez jakéhokoli obvinění, včetně nejvýznamnějších sociálních demokratů. Tváří v tvář perzekuci se sociální demokraté rozhodli demonstrativně nekandidovat ve volbách a 15. ledna opustili i vládu. Lednové volby přinesly vítězství Malorolnické straně. 1. března 1920, po vlně zastrašování poslanců parlamentu, nakonec tento parlament drtivou většinou zvolil Miklóse Horthyho regentem království (131 hlasů ze 141). Během hlasování byl parlament obklopen Horthymu vojáky. V hladkém Horthyho zvolení ale sehrál roli i Huszár, který se postavil za toto řešení proti jediné alternativě, která byla reálně ve hře, a to byl návrat krále z rodu Habsburků. Poté byla Huszárova vláda pozvána k účasti na pařížské mírové konferenci. Součástí konference bylo i podepsání mírové smlouvy s Maďarskem. Citlivou byla zejména otázka menšin. Huszárovi se nepodařilo prosadit v Paříži své pojetí a odstoupil, aby mírovou smlouvu nemusel podepsat. To učinil až nový premiér Sándor Simonyi-Semadam.
Huszár zůstal poslancem a byl jím až do roku 1928. Po celou tuto dobu byl též místopředsedou parlamentu. V letech 1928 až 1934 vedl Národní ústav sociálního zabezpečení. Poté se vytratil z veřejného života.